# MQ-8火力侦察兵无人机
MQ-8火力侦察兵无人机（英語：MQ-8 Fire Scout）是美国諾斯洛普·格魯門公司研制的一种無人直升機，现有海军型和陆军型两个型号。该机型可提供侦察，态势感知，精确定位的支持。

## 总特征
- 乘员： 0
- 长度：22.87英尺（ 7米）
- 主旋翼直径：27.6英尺 （ 8.4米）
- 机身高度：9.42英尺（ 2.9米）
- 空重：3150磅（1430千克）

## 性能
- 巡航速度： 125英里/小時（201公里/小时）
- 續航時間： 8小时
- 升限：2万英尺（6100米）